# Oranjelijnenkardinaalbaars
De oranjelijnenkardinaalbaars (Archamia fucata) is een  straalvinnige vissensoort uit de familie van kardinaalbaarzen (Apogonidae). De wetenschappelijke naam van de soort is voor het eerst geldig gepubliceerd in 1849 door Cantor.